# تايرون غوثري
تايرون غوثري (بالإنجليزية: Tyrone Guthrie)‏ (و. 1900 – 1971 م) هو ممثل، وشاعر، ومخرج مسرحي، وكاتب سيناريو، ومخرج أفلام من المملكة المتحدة، والمملكة المتحدة لبريطانيا العظمى وأيرلندا، توفي عن عمر يناهز 71 عاماً، بسبب مرض.

## التعليم
تعلم في جامعة أوكسفورد
.

## جوائز
حصل على جوائز منها:

Tony Award for Best Director ‏ (1956)

## وصلات خارجية
- تايرون غوثري على موقع IMDb (الإنجليزية)
- تايرون غوثري على موقع الموسوعة البريطانية (الإنجليزية)
- تايرون غوثري على موقع أول موفي (الإنجليزية)
- تايرون غوثري على موقع قاعدة بيانات برودواي على الإنترنت (الإنجليزية)
- تايرون غوثري على موقع إن إن دي بي (الإنجليزية)
- تايرون غوثري على موقع ديسكوغز (الإنجليزية)
- تايرون غوثري على موقع قاعدة بيانات الفيلم (الإنجليزية)